# Stellar-Fire
Stellar-Fire est un jeu vidéo d'action sorti en 1993 sur Mega-CD. Le jeu a été développé par Infinite Laser Dog et édité par Dynamix.